# Wout Woltz
Wout Woltz (geboren 1932 in Amsterdam) ist ein niederländischer Journalist und Autor. Er war von 1983 bis 1990 Chefredakteur der Tageszeitung NRC Handelsblad.

## Leben
Woltz arbeitete zunächst als Lehrer, gab dann jedoch seinen Beruf auf und wurde Reporter bei der Tageszeitung Het Vrije Volk. Nach seinem Wechsel zum Algemeen Handelsblad war er dort Chef der Samstagsbeilage und stellvertretender Chefredakteur. 1975, das Algemeen Handelsblad war bereits fünf Jahre zuvor mit der Nieuwe Rotterdamsche Courant zum NRC Handelsblad fusioniert, ging Woltz als Korrespondent nach London. 1983 wurde er schließlich als Nachfolger von André Spoor zum Chefredakteur ernannt.
Unter der redaktionellen Leitung von Woltz setzte sich der unter Spoor eingesetzte positive Auflagentrend fort, das NRC Handelsblad schloss nun endgültig zu den großen überregionalen Zeitungen der Niederlande auf. Nach seinem Weggang im Jahr 1990 wurde Woltz als Nachfolger von Jan Blokker außerordentlicher Professor für Pressegeschichte an der Erasmus-Universität Rotterdam. Woltz' Nachfolger wurde später Ben Knapen, der ihn zuvor bereits beim NRC Handelsblad beerbt hatte. 
2006 erschien ein in Zusammenarbeit mit seiner Tochter Anna entstandenes Kinderbuch, das zum Teil auf den Erlebnissen Woltz’ zu Zeiten des Hungerwinters 1944/45 basiert, also während der deutschen Besetzung im Zweiten Weltkrieg.

## Werke (Auswahl)
- Post uit de oorlog (mit Anna Woltz), Uitgeverij Leopold, Amsterdam 2006